# 宋寅 (1986年)
宋寅（1986年—），女，汉族，中华人民共和国政治人物。现任交通运输部东海救助局东海第一救助飞行队搜救教员机长。全国三八红旗手标兵。